# Миллер, Вилли
Уи́льям Фе́ргюсон Ми́ллер (англ. William Ferguson Miller; 2 мая 1955 года, Глазго, Шотландия), более известный как Ви́лли Ми́ллер (Willie Miller) — шотландский футболист, тренер. Выступал на позиции центрального защитника. Все 18 лет карьеры игрока провёл за шотландский клуб «Абердин». Ему же принадлежит клубный рекорд по количеству игр за «красных» в чемпионатах Шотландии — в активе Миллера их 560.
В составе сборной Шотландии провёл 65 матчей, забил один гол. Участник двух чемпионатов мира — 1982 и 1986 годов.
В период с 1992 по 1995 год являлся главным тренером «Абердина». Затем Вилли занял пост спортивного директора «красных».

## Карьера игрока

### «Абердин»
Миллер родился 2 мая 1955 года в шотландском городе Глазго.
В 1969 году Вилли был принят в Академию клуба «Абердин» из одноимённого города. Через два года Миллер подписал с «красными» профессиональный контракт.
На заре своей карьеры в «Абердине» Вилли выступал на позиции центрального нападающего, однако бывший в то время главным тренером клуба, Джимми Бонтроун, разглядев в молодом игроке задатки неплохого защитника, перевёл его в оборону, где и раскрылся талант футболиста. Образовавшийся в это время тандем центральных защитников «Миллер — Маклиш», считается одной из самых «крепких» пар оборонцев в европейском футболе 1980-х годов.
Дебют Вилли в первом составе «красных» состоялся в 1973 году, когда его команда в рамках чемпионата Шотландии встречалась с клубом «Гринок Мортон».
В 1975 году Миллер был избран капитаном «красных» и оставался на этом посту до конца своей карьеры футболиста. В том же сезоне Вилли завоевав свой первый трофей, приведя «Абердин» к победе в Кубке Шотландии.
В 1980 году лидером «красных» попытался усилиться английский «Сандерленд», предложивший за Миллера 450 тысяч фунтов стерлингов, однако шотландский клуб не пожелал расставаться со своим капитаном.
Самых больших успехов Вилли и его команда добились, когда наставником «Абердина» был, тогда ещё не слишком известный, Алекс Фергюсон. Под руководством будущего рыцаря Соединённого Королевства «красные» добились самого впечатляющего успеха в своей истории — в 1983 году был завоёван третий по значимости европейский трофей, Кубок обладателей кубков, причём в финале ими был обыгран мадридский «Реал». В том же году шотландцы завладели и Суперкубком Европы.
По итогам следующего футбольного года Миллер был удостоен звания «Игрока года» — как по версии журналистов, так и по версии коллег-футболистов.
В 1990 году, получив тяжёлую травму, Вилли Миллер объявил о завершении своей карьеры футболиста.
За время капитанства Миллера в «Абердине» «красные» завоевали три звания чемпионов Шотландии, четыре раза становились обладателями Кубка Шотландии, три раза — обладателями Кубка шотландской лиги, по разу завоёвывали Кубок обладателей кубков и Суперкубок Европы.
В 2003 году болельщики «донс» назвали Вилли величайшим футболистом за всю историю клуба.
Через год Миллер был включён в Зал славы шотландского футбола.

#### Клубная статистика
| Клуб               | Сезон              | Чемпионат | Чемпионат | Кубок | Кубок | Кубок Лиги | Кубок Лиги | Еврокубки | Еврокубки | Итого | Итого |
| Клуб               | Сезон              | Игры      | Голы      | Игры  | Голы  | Игры       | Голы       | Игры      | Голы      | Игры  | Голы  |
| ------------------ | ------------------ | --------- | --------- | ----- | ----- | ---------- | ---------- | --------- | --------- | ----- | ----- |
| Абердин            | 1972/73            | 1         | 0         | —     | —     | —          | —          | —         | —         | 1     | 0     |
| Абердин            | 1973/74            | 31        | 0         | 1     | 0     | 9          | 0          | 4         | 0         | 45    | 0     |
| Абердин            | 1974/75            | 34        | 1         | 4     | 1     | 6          | 0          | —         | —         | 44    | 2     |
| Абердин            | 1975/76            | 36        | 0         | 2     | 1     | 6          | 0          | —         | —         | 44    | 1     |
| Абердин            | 1976/77            | 36        | 0         | 3     | 0     | 8          | 0          | —         | —         | 47    | 0     |
| Абердин            | 1977/78            | 36        | 2         | 6     | 0     | 6          | 0          | 2         | 0         | 50    | 2     |
| Абердин            | 1978/79            | 34        | 0         | 5     | 1     | 8          | 0          | 4         | 0         | 51    | 1     |
| Абердин            | 1979/80            | 31        | 1         | 5     | 1     | 8          | 0          | 2         | 0         | 46    | 2     |
| Абердин            | 1980/81            | 33        | 2         | 1     | 0     | 6          | 0          | 4         | 0         | 44    | 2     |
| Абердин            | 1981/82            | 36        | 0         | 6     | 0     | 10         | 0          | 6         | 0         | 58    | 0     |
| Абердин            | 1982/83            | 36        | 2         | 5     | 0     | 8          | 0          | 11        | 1         | 60    | 3     |
| Абердин            | 1983/84            | 34        | 2         | 7     | 1     | 9          | 1          | 10        | 0         | 60    | 4     |
| Абердин            | 1984/85            | 34        | 3         | 6     | 0     | 1          | 0          | 2         | 0         | 43    | 3     |
| Абердин            | 1985/86            | 33        | 1         | 6     | 1     | 6          | 0          | 6         | 1         | 51    | 3     |
| Абердин            | 1986/87            | 36        | 2         | 3     | 0     | 2          | 0          | 2         | 0         | 43    | 2     |
| Абердин            | 1987/88            | 42        | 3         | 6     | 0     | 5          | 0          | 4         | 0         | 57    | 3     |
| Абердин            | 1988/89            | 22        | 1         | —     | —     | 5          | 2          | 2         | 0         | 29    | 3     |
| Абердин            | 1989/90            | 15        | 0         | —     | —     | 5          | 0          | 2         | 0         | 22    | 0     |
| Абердин            | 1990/91            | —         | —         | —     | —     | 1          | 0          | —         | —         | 1     | 0     |
| Всего за «Абердин» | Всего за «Абердин» | 560       | 20        | 66    | 6     | 109        | 3          | 61        | 2         | 796   | 31    |
| Всего за карьеру   | Всего за карьеру   | 560       | 20        | 66    | 6     | 109        | 3          | 61        | 2         | 796   | 31    |

### Сборная Шотландии
Дебют Миллера в составе национальной сборной Шотландии состоялся 1 июня 1975 года, когда «горцы» в отборочном матче к чемпионату Европы 1976 встречались с Румынией.
Свой единственный гол за «тартановую армию» Вилли забил 21 августа 1980 года, поразив ворота валлийцев.
В 1983 году Миллер был избран капитаном шотландцев. За то время, пока Вилли был лидером команды, «горцы» провели 11 матчей. В 1988 году Миллер сложил с себя полномочия капитана в виду своих частых травм и, следовательно, невозможности участвовать в играх сборной на постоянной основе.
Миллер — участник двух чемпионатов мира — 1982 и 1986 годов.
8 июня 1986 года Вилли, отыграв в матче мирового первенства против ФРГ, провёл свою 50-ю встречу в футболке национальной команды.
В 1988 году Миллер был включён в Почётный список игроков сборной Шотландии по футболу.
Всего за 14 лет выступлений за «тартановую армию» Миллер сыграл 65 матчей, забил один гол.

#### Матчи и голы за сборную Шотландии
| №  | Дата             | Место                                        | Оппонент          | Счёт | Голы Миллера | Соревнование                                                    |
| 1  | 1 июня 1975      | Национальный стадион, Бухарест, Румыния      | Румыния           | 1:1  | —            | Отборочный матч чемпионата Европы по футболу 1976               |
| 2  | 22 февраля 1978  | «Хэмпден Парк», Глазго, Шотландия            | Болгария          | 2:1  | —            | Товарищеский матч                                               |
| 3  | 21 ноября 1979   | «Эйзель», Брюссель, Бельгия                  | Бельгия           | 0:2  | —            | Отборочный матч чемпионата Европы по футболу 1980               |
| 4  | 21 мая 1980      | «Хэмпден Парк», Глазго, Шотландия            | Уэльс             | 1:0  | 1            | Домашний чемпионат Великобритании                               |
| 5  | 24 мая 1980      | «Хэмпден Парк», Глазго, Шотландия            | Англия            | 0:2  | —            | Домашний чемпионат Великобритании                               |
| 6  | 28 мая 1980      | «Варта», Познань, Польша                     | Польша            | 0:1  | —            | Товарищеский матч                                               |
| 7  | 31 мая 1980      | «Непштадион», Будапешт, Венгрия              | Венгрия           | 1:3  | —            | Товарищеский матч                                               |
| 8  | 10 сентября 1980 | «Сульна», Стокгольм, Швеция                  | Швеция            | 1:0  | —            | Отборочный матч чемпионата мира по футболу 1982                 |
| 9  | 15 октября 1980  | «Хэмпден Парк», Глазго, Шотландия            | Португалия        | 0:0  | —            | Отборочный матч чемпионата мира по футболу 1982                 |
| 10 | 25 февраля 1981  | «Рамат-Ган», Рамат-Ган, Израиль              | Израиль           | 1:0  | —            | Отборочный матч чемпионата мира по футболу 1982                 |
| 11 | 25 марта 1981    | «Хэмпден Парк», Глазго, Шотландия            | Северная Ирландия | 1:1  | —            | Отборочный матч чемпионата мира по футболу 1982                 |
| 12 | 16 мая 1981      | «Витч Филд», Суонси, Уэльс                   | Уэльс             | 0:2  | —            | Домашний чемпионат Великобритании                               |
| 13 | 19 мая 1981      | «Хэмпден Парк», Глазго, Шотландия            | Северная Ирландия | 2:0  | —            | Домашний чемпионат Великобритании                               |
| 14 | 23 мая 1981      | «Уэмбли», Лондон, Англия                     | Англия            | 1:0  | —            | Домашний чемпионат Великобритании                               |
| 15 | 14 октября 1981  | «Уиндзор Парк», Белфаст, Северная Ирландия   | Северная Ирландия | 0:0  | —            | Отборочный матч чемпионата мира по футболу 1982                 |
| 16 | 18 ноября 1981   | «Да Луж», Лиссабон, Португалия               | Португалия        | 1:2  | —            | Отборочный матч чемпионата мира по футболу 1982                 |
| 17 | 23 марта 1982    | «Хэмпден Парк», Глазго, Шотландия            | Нидерланды        | 2:1  | —            | Товарищеский матч                                               |
| 18 | 18 июня 1982     | «Бенито Вильямарин», Севилья, Испания        | Бразилия          | 1:4  | —            | Чемпионат мира по футболу 1982 (финальные игры, групповой этап) |
| 19 | 22 июня 1982     | «Ла-Росаледа», Малага, Испания               | СССР              | 2:2  | —            | Чемпионат мира по футболу 1982 (финальные игры, групповой этап) |
| 20 | 13 октября 1982  | «Хэмпден Парк», Глазго, Шотландия            | ГДР               | 2:0  | —            | Отборочный матч чемпионата Европы по футболу 1984               |
| 21 | 17 ноября 1982   | «Ванкдорф», Берн, Швейцария                  | Швейцария         | 0:2  | —            | Отборочный матч чемпионата Европы по футболу 1984               |
| 22 | 30 марта 1983    | «Хэмпден Парк», Глазго, Шотландия            | Швейцария         | 2:2  | —            | Отборочный матч чемпионата Европы по футболу 1984               |
| 23 | 28 мая 1983      | «Ниниан Парк», Кардифф, Уэльс                | Уэльс             | 2:0  | —            | Домашний чемпионат Великобритании                               |
| 24 | 1 июня 1983      | «Уэмбли», Лондон, Англия                     | Англия            | 0:2  | —            | Домашний чемпионат Великобритании                               |
| 25 | 12 июня 1983     | «Empire Stadium», Ванкувер, Канада           | Канада            | 2:0  | —            | Товарищеский матч                                               |
| 26 | 16 июня 1983     | «Стадион Содружества», Эдмонтон, Канада      | Канада            | 3:0  | —            | Товарищеский матч                                               |
| 27 | 20 июня 1983     | «Варсити», Торонто, Канада                   | Канада            | 2:0  | —            | Товарищеский матч                                               |
| 28 | 21 сентября 1983 | «Хэмпден Парк», Глазго, Шотландия            | Уругвай           | 2:0  | —            | Товарищеский матч                                               |
| 29 | 12 октября 1983  | «Хэмпден Парк», Глазго, Шотландия            | Бельгия           | 1:1  | —            | Отборочный матч чемпионата Европы по футболу 1984               |
| 30 | 16 ноября 1983   | «Курт Ваббель», Галле, ГДР                   | ГДР               | 1:2  | —            | Отборочный матч чемпионата Европы по футболу 1984               |
| 31 | 28 февраля 1984  | «Хэмпден Парк», Глазго, Шотландия            | Уэльс             | 2:1  | —            | Домашний чемпионат Великобритании                               |
| 32 | 26 мая 1984      | «Хэмпден Парк», Глазго, Шотландия            | Англия            | 1:1  | —            | Домашний чемпионат Великобритании                               |
| 33 | 1 июня 1984      | «Велодром», Марсель, Франция                 | Франция           | 0:2  | —            | Товарищеский матч                                               |
| 34 | 12 сентября 1984 | «Хэмпден Парк», Глазго, Шотландия            | Югославия         | 6:1  | —            | Товарищеский матч                                               |
| 35 | 17 октября 1984  | «Хэмпден Парк», Глазго, Шотландия            | Исландия          | 3:0  | —            | Отборочный матч чемпионата мира по футболу 1986                 |
| 36 | 14 ноября 1984   | «Хэмпден Парк», Глазго, Шотландия            | Испания           | 3:1  | —            | Отборочный матч чемпионата мира по футболу 1986                 |
| 37 | 27 февраля 1985  | «Рамон Санчес Писхуан», Севилья, Испания     | Испания           | 0:1  | —            | Отборочный матч чемпионата мира по футболу 1986                 |
| 38 | 27 марта 1985    | «Хэмпден Парк», Глазго, Шотландия            | Уэльс             | 0:1  | —            | Отборочный матч чемпионата мира по футболу 1986                 |
| 39 | 25 мая 1985      | «Хэмпден Парк», Глазго, Шотландия            | Англия            | 1:0  | —            | Rous Cup                                                        |
| 40 | 28 мая 1985      | «Лаугардалсвёллур», Рейкьявик, Исландия      | Исландия          | 1:0  | —            | Отборочный матч чемпионата мира по футболу 1986                 |
| 41 | 10 сентября 1985 | «Ниниан Парк», Кардифф, Уэльс                | Уэльс             | 1:1  | —            | Отборочный матч чемпионата мира по футболу 1986                 |
| 42 | 16 октября 1985  | «Хэмпден Парк», Глазго, Шотландия            | ГДР               | 0:0  | —            | Товарищеский матч                                               |
| 43 | 20 ноября 1985   | «Хэмпден Парк», Глазго, Шотландия            | Австралия         | 2:0  | —            | Отборочный матч чемпионата мира по футболу 1986 (стыковые игры) |
| 44 | 4 декабря 1985   | Олимпийский стадион, Мельбурн, Австралия     | Австралия         | 0:0  | —            | Отборочный матч чемпионата мира по футболу 1986 (стыковые игры) |
| 45 | 28 января 1986   | «Рамат-Ган», Рамат-Ган, Израиль              | Израиль           | 1:0  | —            | Товарищеский матч                                               |
| 46 | 26 марта 1986    | «Хэмпден Парк», Глазго, Шотландия            | Румыния           | 3:0  | —            | Товарищеский матч                                               |
| 47 | 23 апреля 1986   | «Уэмбли», Лондон, Англия                     | Англия            | 1:2  | —            | Rous Cup                                                        |
| 48 | 29 апреля 1986   | «Филипс», Эйндховен, Нидерланды              | Нидерланды        | 0:0  | —            | Товарищеский матч                                               |
| 49 | 4 июня 1986      | «Неса», Несауалькойотль, Мексика             | Дания             | 0:1  | —            | Чемпионат мира по футболу 1986 (финальные игры, групповой этап) |
| 50 | 8 июня 1986      | «Коррегидора», Сантьяго-де-Керетаро, Мексика | ФРГ               | 1:2  | —            | Чемпионат мира по футболу 1986 (финальные игры, групповой этап) |
| 51 | 13 июня 1986     | «Неса», Несауалькойотль, Мексика             | Уругвай           | 0:0  | —            | Чемпионат мира по футболу 1986 (финальные игры, групповой этап) |
| 52 | 10 сентября 1986 | «Хэмпден Парк», Глазго, Шотландия            | Болгария          | 0:0  | —            | Отборочный матч чемпионата Европы по футболу 1988               |
| 53 | 23 мая 1987      | «Хэмпден Парк», Глазго, Шотландия            | Англия            | 0:0  | —            | Rous Cup                                                        |
| 54 | 26 мая 1987      | «Хэмпден Парк», Глазго, Шотландия            | Бразилия          | 0:2  | —            | Rous Cup                                                        |
| 55 | 9 сентября 1987  | «Хэмпден Парк», Глазго, Шотландия            | Венгрия           | 2:0  | —            | Товарищеский матч                                               |
| 56 | 2 декабря 1987   | «Де Ла Фронтьер», Эш, Люксембург             | Люксембург        | 0:0  | —            | Отборочный матч чемпионата Европы по футболу 1988               |
| 57 | 17 февраля 1988  | «Малаз», Эр-Рияд, Саудовская Аравия          | Саудовская Аравия | 2:2  | —            | Товарищеский матч                                               |
| 58 | 22 марта 1988    | Национальный стадион, Та'Кали, Мальта        | Мальта            | 1:1  | —            | Товарищеский матч                                               |
| 59 | 27 апреля 1988   | Сантьяго Бернабеу, Мадрид, Испания           | Испания           | 0:0  | —            | Товарищеский матч                                               |
| 60 | 17 мая 1988      | «Хэмпден Парк», Глазго, Шотландия            | Колумбия          | 0:0  | —            | Rous Cup                                                        |
| 61 | 21 мая 1988      | «Уэмбли», Лондон, Англия                     | Англия            | 0:1  | —            | Rous Cup                                                        |
| 62 | 14 сентября 1988 | «Уллевол», Осло, Норвегия                    | Норвегия          | 2:1  | —            | Отборочный матч чемпионата мира по футболу 1990                 |
| 63 | 19 октября 1988  | «Хэмпден Парк», Глазго, Шотландия            | Югославия         | 1:1  | —            | Отборочный матч чемпионата мира по футболу 1990                 |
| 64 | 6 сентября 1989  | «Максимир», Загреб, Югославия                | Югославия         | 1:3  | —            | Отборочный матч чемпионата мира по футболу 1990                 |
| 65 | 15 ноября 1989   | «Хэмпден Парк», Глазго, Шотландия            | Норвегия          | 1:1  | —            | Отборочный матч чемпионата мира по футболу 1990                 |

Итого: 65 матчей / 1 гол; 24 победы, 22 ничьих, 19 поражений.

#### Сводная статистика игр/голов за сборную
| Сборная          | Год              | Отборочные матчи ЧМ | Отборочные матчи ЧМ | Финальные матчи ЧМ | Финальные матчи ЧМ | Отборочные матчи ЧЕ | Отборочные матчи ЧЕ | Финальные матчи ЧЕ | Финальные матчи ЧЕ | Товарищеские матчи | Товарищеские матчи | Домашний чемпионат Великобритании | Домашний чемпионат Великобритании | Rous Cup | Rous Cup | Итого | Итого |
| Сборная          | Год              | Игры                | Голы                | Игры               | Голы               | Игры                | Голы                | Игры               | Голы               | Игры               | Голы               | Игры                              | Голы                              | Игры     | Голы     | Игры  | Голы  |
| ---------------- | ---------------- | ------------------- | ------------------- | ------------------ | ------------------ | ------------------- | ------------------- | ------------------ | ------------------ | ------------------ | ------------------ | --------------------------------- | --------------------------------- | -------- | -------- | ----- | ----- |
| Шотландия        | 1975             | —                   | —                   | —                  | —                  | 1                   | 0                   | —                  | —                  | —                  | —                  | —                                 | —                                 | —        | —        | 1     | 0     |
| Шотландия        | 1978             | —                   | —                   | —                  | —                  | —                   | —                   | —                  | —                  | 1                  | 0                  | —                                 | —                                 | —        | —        | 1     | 0     |
| Шотландия        | 1979             | —                   | —                   | —                  | —                  | 1                   | 0                   | —                  | —                  | —                  | —                  | —                                 | —                                 | —        | —        | 1     | 0     |
| Шотландия        | 1980             | 2                   | 0                   | —                  | —                  | —                   | —                   | —                  | —                  | 2                  | 0                  | 2                                 | 1                                 | —        | —        | 6     | 1     |
| Шотландия        | 1981             | 4                   | 0                   | —                  | —                  | —                   | —                   | —                  | —                  | —                  | —                  | 3                                 | 0                                 | —        | —        | 7     | 0     |
| Шотландия        | 1982             | —                   | —                   | 2                  | 0                  | 2                   | 0                   | —                  | —                  | 1                  | 0                  | —                                 | —                                 | —        | —        | 5     | 0     |
| Шотландия        | 1983             | —                   | —                   | —                  | —                  | 3                   | 0                   | —                  | —                  | 4                  | 0                  | 2                                 | 0                                 | —        | —        | 9     | 0     |
| Шотландия        | 1984             | 2                   | 0                   | —                  | —                  | —                   | —                   | —                  | —                  | 2                  | 0                  | 2                                 | 0                                 | —        | —        | 6     | 0     |
| Шотландия        | 1985             | 6                   | 0                   | —                  | —                  | —                   | —                   | —                  | —                  | 1                  | 0                  | —                                 | —                                 | 1        | 0        | 8     | 0     |
| Шотландия        | 1986             | —                   | —                   | 3                  | 0                  | 1                   | 0                   | —                  | —                  | 3                  | 0                  | —                                 | —                                 | 1        | 0        | 8     | 0     |
| Шотландия        | 1987             | —                   | —                   | —                  | —                  | 1                   | 0                   | —                  | —                  | 1                  | 0                  | —                                 | —                                 | 2        | 0        | 4     | 0     |
| Шотландия        | 1988             | 2                   | 0                   | —                  | —                  | —                   | —                   | —                  | —                  | 3                  | 0                  | —                                 | —                                 | 2        | 0        | 7     | 0     |
| Шотландия        | 1989             | 2                   | 0                   | —                  | —                  | —                   | —                   | —                  | —                  | —                  | —                  | —                                 | —                                 | —        | —        | 2     | 0     |
| Всего за карьеру | Всего за карьеру | 18                  | 0                   | 5                  | 0                  | 9                   | 0                   | 0                  | 0                  | 18                 | 0                  | 9                                 | 1                                 | 6        | 0        | 65    | 1     |

### Достижения в качестве игрока

#### Командные достижения
«Абердин»
- Обладатель Кубка обладателей кубков: 1982/83
- Обладатель Суперкубка Европы: 1983
- Чемпион Шотландии (3): 1979/80, 1983/84, 1984/85
- Обладатель Кубка Шотландии (4): 1981/82, 1982/83, 1983/84, 1985/86
- Обладатель Кубка Лиги (3): 1976/77, 1985/86, 1989/90

#### Личные достижения
- Игрок года по версии футболистов Профессиональной футбольной ассоциации Шотландии: 1984
- Игрок года по версии Шотландской ассоциации футбольных журналистов: 1984
- Почётный список игроков сборной Шотландии по футболу: включён в 1988
- Зал славы шотландского футбола: включён в 2004

## Тренерская карьера

### «Абердин»
В феврале 1992 года Миллер был назначен на пост главного тренера своего родного клуба — «Абердина». В новой ипостаси Вилли оказался неудачен — дважды команда под его руководством занимала второе место в чемпионате Шотландии и по разу проигрывала в финалах Кубка страны и Кубка Лиги. В феврале 1995 года Миллер был уволен с должности наставника «красных».
В мае 2004 года Вилли вошёл в Совет директоров «Абердина». Вскоре после этого он занял пост спортивного директора «донс».

### Тренерская статистика
| Абердин | Шотландия | 10 февраля 1992 | 6 февраля 1995 | 78 | 34 | 20 | 24 | 43,59 |
| Итого   | Итого     | Итого           | Итого          | 78 | 43 | 20 | 24 | 43,59 |

И — игры, В — выигрыши, Н — ничьи, П — поражения, % побед — процент побед 
(данные откорректированы по состоянию на 6 февраля 1995)

### Достижения в качестве тренера
«Абердин»
- Финалист Кубка Шотландии: 1992/93
- Финалист Кубка шотландской лиги: 1992/93

## Медиа карьера
После увольнения с должности главного тренера «Абердина» в 1995 году Миллер на протяжении девяти лет был комментатором и футбольным экспертом на британском канале BBC. В 2004 году Вилли Миллер стал спортивным директором «донс» и был вынужден уйти с телевидения, чтобы сосредоточиться на работе в клубе.

## Цитаты
Сэр Алекс Фергюсон, главный тренер «Абердина» (1978—1986):
Однажды меня спросили: кого из футболистов, с которыми работал, я могу назвать по-настоящему Великими. Ответ мой был таков — Брайан Робсон, Эрик Кантона, Рой Кин и Вилли Миллер.
Карл-Хайнц Румменигге, немецкий футболист, оппонент Миллера по четвертьфиналу Кубка обладателей кубков 1982/83:
Тот матч я никогда не забуду. Ни до, ни после этого поединка я не испытывал такого давления со стороны защитников во время игры. Миллер смог навязать мне это чувство, и на протяжении всего матча я сомневался в том, кто же является нападающим — я или он. Думаю, Вилли — лучший защитник европейского футбола 80-х годов.